# Los Reales de Sierra Bermeja
Los Reales de Sierra Bermeja este o arie protejată (arie specială de conservare — SAC, sit de importanță comunitară — SCI, arie de protecție specială avifaunistică — SPA) din Spania întinsă pe o suprafață de 1.212,79 ha, integral pe uscat.

## Localizare
Centrul sitului Los Reales de Sierra Bermeja este situat la coordonatele 36°29′34″N 5°12′08″W / 36.4927°N 5.2022°V.

## Înființare
Situl Los Reales de Sierra Bermeja a fost declarat sit de importanță comunitară în decembrie 1997 pentru a proteja 1 specie de plante și 13 specii de animale. Alte tipuri de protecție:
- arie de protecție specială avifaunistică (în octombrie 2002)[4]
- arie specială de conservare (în noiembrie 2013)[3][5][6]

## Biodiversitate
Situată în ecoregiunea mediteraneană, aria protejată conține 11 habitate naturale: Păduri de Quercus suber, Pante stâncoase silicioase cu vegetație casmofită, Păduri de pin mediteraneene cu pini mezogeni endemici, Păduri de Abies pinsapo, Pajiști umede mediteraneene cu ierburi înalte de Molinio-Holoschoenion, Galerii de Salix alba și de Populus alba, Galerii și tufărișuri riverane sudice (Nerio-Tamaricetea și Securinegion tinctoriae), Pseudostepă cu ierburi și specii anuale de Thero-Brachypodietea, Tufărișuri termo-mediteraneene și de pre-deșert, Dehesas cu Quercus spp. perene, Păduri de stejar galițio-portugheze cu Quercus robur și Quercus pyrenaica.
La baza desemnării sitului se află mai multe specii protejate:
- plante (1): Galium viridiflorum
- păsări (11): acvilă de munte (Aquila chrysaetos), Aquila fasciata, buha (Bubo bubo), Caprimulgus ruficollis, șoim călător (Falco peregrinus), acvilă pitică (Hieraaetus pennatus), pietrar mediteranean (Oenanthe hispanica), Oenanthe leucura, silvie roșcată (Sylvia cantillans), Sylvia conspicillata, silvie de tufiș (Sylvia undata)
- amfibieni (1): Discoglossus galganoi
- mamifere (1): vidră de râu (Lutra lutra)

Pe lângă speciile protejate, pe teritoriul sitului au mai fost identificate 24 de specii de plante, 1 specie de păsări, 1 specie de amfibieni, 1 specie de mamifere.